# Морли, Дэвид
Дэвид Морли (англ. David Morley, 1964, Блэкпул) – английский поэт, литературный критик, преподаватель литературы.

## Биография
Родился 16 марта 1964 года. По одной из генеалогических линий – цыган. Получил естественнонаучное образование. Изучал зоологию в Бристольском университете, был членом экологической  Freshwater Biological Association, исследовал кислотные осадки. Дебютировал книгой стихов в 1989. Руководил Национальной ассоциацией преподающих писателей, был избран заместителем председателя Общества поэтов Великобритании. Составил несколько антологий современной поэзии, пользующихся признанием, из них особенно популярна The New Poetry (1993),  его Phoenix New Writing (2004) получила премию Реймонда Уильямса. 
В настоящее время – профессор литературного мастерства в Уорикском университете, где в 2007  для него была открыта специальная кафедра, он – доктор литературы. Регулярно печатается в The Guardian, Poetry Review, Times Higher Education и др. Входил в жюри премии Т.С.Элиота  (2012), возглавляет жюри Уорикской литературной премии.

## Книги

### Стихи
- 1989: Пущенный камень/ Releasing Stone (Nanholme; Eric Gregory Award)
- 1991: A Belfast Kiss (The Poetry Business)
- 1993: Мандельштамовские вариации/ Mandelstam Variations (Arc Publications)
- 1994: A Static Ballroom (Scratch)
- 1998: Clearing a Name (Arc Publications)
- 2002: Научные отчеты/ Scientific Papers (Carcanet)
- 2002: Of Science (with Andy Brown) (Worple)
- 2003: Ludus Coventriae (Prest Roots)
- 2007: Невидимые короли/ The Invisible Kings (Carcanet, книга года по версии The Times Literary Supplement и Леса Маррея)
- 2009: The Night of the Day (Nine Arches)
- 2009: The Rose of the Moon (Templar)
- 2010: Колдовство/ Enchantment (Carcanet, книга года по версии The Sunday Telegraph)
- 2013: Цыган и поэт/  The Gypsy and the Poet (Carcanet; о Джоне Клэре и его встрече с цыганом по имени Уиздом Смит)
- 2014: Биографии птиц и цветов/ Biographies of Birds and Flowers: Selected Poems (Carcanet, избранные стихотворения)

### Нон-фикшн
- 1992: Under the Rainbow: Writers and Artists in Schools
- 2007: The Cambridge Introduction to Creative Writing
- 2012: The Cambridge Companion to Creative Writing (в соавторстве)